# 相愛会
相愛会(そうあいかい)とは、1921年(大正十年)、李起東(イ ギドン、り きとう 이기동)、朴春琴(パク チュングム、ぼくしゅんきん、박춘금)によって設立された親日的な朝鮮人労働者互助団体である。内鮮融和政策に協力した。

## 詳細

### 設立
1920年(大正9年)、東京南千住にて、李起東、朴春琴により会の前身である朝鮮人労働者互助団体「相救会」が結成された。翌1921年(大正10年)に正式に社会事業団体としての「相愛会」に改組、李起東は会長、朴春琴は副会長に就任した。会は手配師としての業務を広く行っており、半島からの朝鮮人労働者の勧誘や仕事の斡旋を行っていた。また、業務として労働者の共同宿泊所、簡易診療、争議協調、労働者教育、苦学生の保護なども行った。社会主義系の朝鮮人労働者団体と敵対し抗争を行う一方、顧問に朝鮮総督府警務局長丸山鶴吉を迎え警察等の信頼を得ていた。1923年（大正12年）頃にはすでに横浜、甲府、名古屋、大阪に支部が組織されていた。

### 関東大震災と奉仕活動

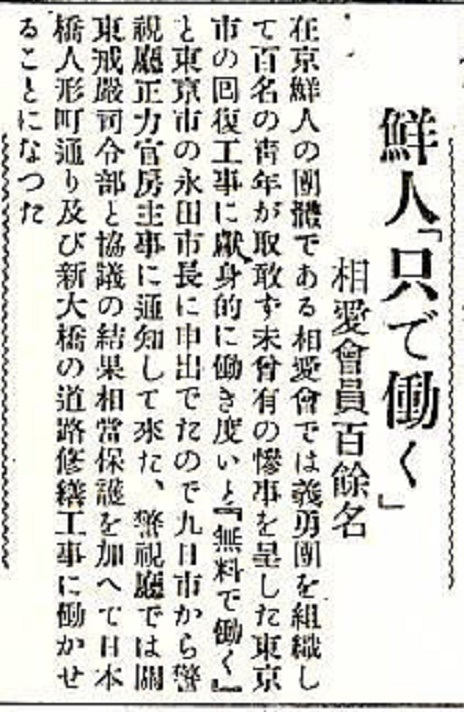
相愛会の奉仕活動を報じる東京朝日新聞大正十二年九月十日付号外

1923年（大正12年）9月1日、関東大震災が発生し、会は大きな被害を受けた。震災直後から流言により、関東各地で朝鮮人を狙った殺傷事件が多発し、4日には会の幹部が殺害される事件も発生した 。
9月4日、李起東・朴春琴は警視総監赤池濃と面会し、震災後の朝鮮人労働者による奉仕活動を提案し協力を快諾された。9月9日、東京市長永田秀次郎に相愛会による瓦礫撤去の奉仕活動を申し出、労働者約三百名の労働奉仕隊を組織し無償で瓦礫撤去の奉仕活動を行った。これは美談として広く報道され、デマや朝鮮人への偏見の解消に貢献した。
会は被災した朝鮮人の保護にも努め、本所区太平町の陸軍糧秣廠内に約千坪のバラック建物を建設し民間団体としては最大の千人もの朝鮮人を収容した。
また、災害義捐金の寄付も行った。

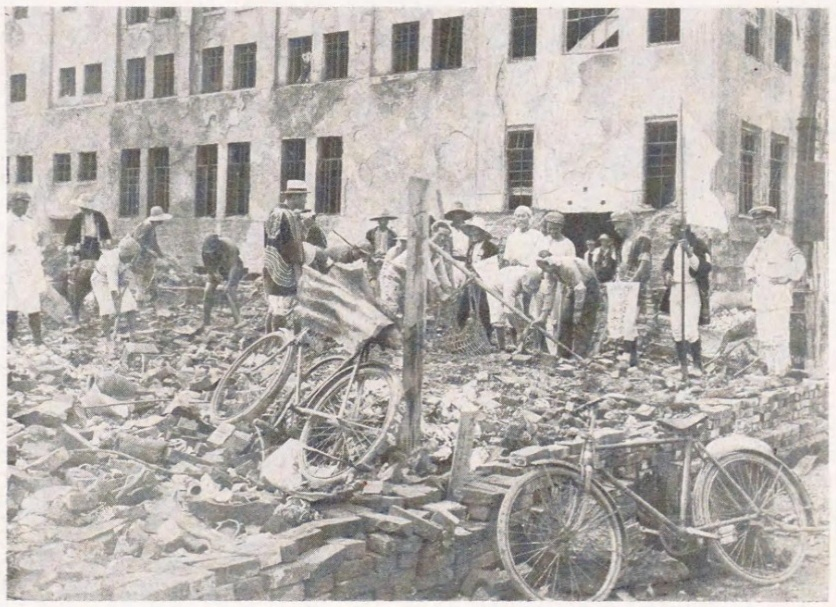
「日鮮企業株式會社相愛會主催、日本橋區內燒跡整理 九月十四日」[6]。姜徳相・琴秉洞 編『現代史資料6 関東大震災と朝鮮人』では「強制労働にかりたてられた朝鮮人」とキャプションを付されている[8]。
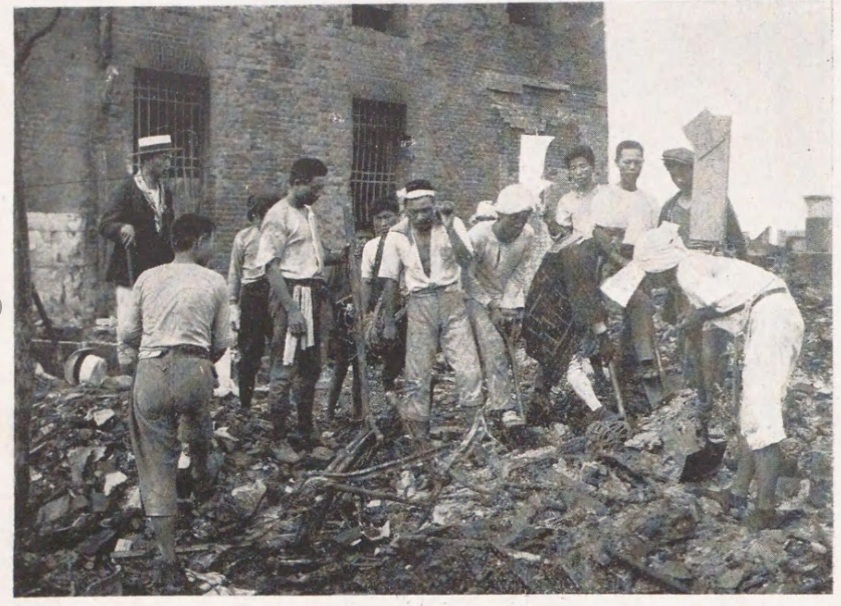
相愛会による奉仕活動。警視庁『大正大震火災誌』(1925年)「相愛會主催の燒跡整理 九月十四日」[6]。『現代史資料6 関東大震災と朝鮮人』では「強制労働の光景.」とされている[8]。

### 組織の拡大と「発展的解消」
震災後、相愛会はさらに勢力を拡大した。1928年(昭和3年)には財団法人となり、丸山鶴吉が理事長に就任した。1929年(昭和4年)4月には錦糸町にコンクリート造三階の相愛会館を落成させ本部を移転。大阪、阪神、城東、中央、三島、和泉、京都、静岡、愛知、 豊橋、瀬戸、岡崎、尾三、桑名、兵庫、福岡、佐賀、長崎、九州の各地方本部を組織し、会員総数は二万に達した。1938年（昭和13年）11月、内鮮融和を目的とした官製の統制団体「協和会」総本部が設立されるに伴い、会は「発展的解消」として解散となった。

### 会の顧問・理事になった人物
政界の有力者が顧問に名を連ねる。
- 昭和5年：理事長丸山鶴吉、理事に赤池濃、守屋栄夫、顧問に斎藤実、頭山満、水野錬太郎、阪谷芳郎、宇垣一成。
- 昭和14年4月：顧問に犬養毅、池上四郎、林市蔵、頭山満、床次竹二郎、徳富蘇峰、大木遠吉、赤池濃、渋沢栄一[注釈 4][9]。

### 評価・批判
論者の立場により評価は大きく異なる。
敵対する無政府主義・共産主義者の団体に対してはしばしば暴力を伴う制裁や抗争を行った。そのため敵対者からは「日本政府の手先の反動分子」「労働者の搾取者」などと批判されている。当時の主な批判者として、敵対する朝鮮労働総同盟の金斗鎔がいる。
また会は手配師として業務を行っていたため労働争議に会社側として介入し妨害を行うことが多く、批判されている 。
一方、「一般日鮮人には絶大なる信用を博していた」という主張もある。副代表の朴春琴は労働者上がりの親分肌の気質で、日本人を含めた大衆に人気があり、1932年には朝鮮人としては初の衆議院議員となり、朝鮮人と内地人の格差是正に努めた。
戦後、韓国政府からは、李起東、朴春琴は親日反民族行為者に指定されている。

## その他

### 映像
- 『關東大震大火實況』（1923年）文部省社會教育課［撮影監督］、東京シネマ商會［撮影］[16]※関東大震災後、瓦礫撤去の奉仕活動に向かう相愛会の人々が数秒撮影されている。39:17～